# Lokia erythromelas
Lokia erythromelas is een libellensoort uit de familie van de korenbouten (Libellulidae), onderorde echte libellen (Anisoptera).
De soort staat op de Rode Lijst van de IUCN als niet bedreigd, beoordelingsjaar 2008.
De wetenschappelijke naam Lokia erythromelas is voor het eerst geldig gepubliceerd in 1910 door Ris.